# Mikó Imre-díj
A Mikó Imre-díj (2022-től: Hídvégi Gróf Mikó Imre-díj) a vasút fejlesztéséért végzett munkáért adományozható, életmű és aktív szakember kategóriában. A díjat a Magyar Tudományos Akadémia és a MÁV alapította 1997-ben. Az elismerést minden évben a magyar tudomány ünnepén adják át.
A díj névadója, Mikó Imre 1867 és 1870 között Magyarország közlekedésügyi minisztere volt. Nevéhez fűződik az állami vasúttársaság, a MÁV jogelődjének megalapítása.

## Díjazottak
2024
életmű kategória:
- Bencsik László, okleveles gépész- és közlekedési gazdasági mérnök, igazságügyi szakértő, nyugalmazott MÁV-igazgató (a vasúti járműgépészet, a vasúti vontatás, a nagyvasúti és egyéb kötött pályás járművek szakértőjeként és a vasúti közlekedésbiztonsági, tűz- és veszélyesáru-szállítási tevékenységek irányításában végzett munkájáért, valamint gazdag, nagy szakmai hasznosságú publikációs tevékenységének elismeréseként);

aktív szakember kategória:
- Fischer Szabolcs PhD, okleveles szerkezetépítő és közlekedés-építőmérnök (a vasúttervezés, vasútépítés, vasútfenntartás területén kifejtett kiemelkedő tudományos, kutatói munkásságáért, a vasúti zúzottkő-ágyazat alá beépített georácsok hatásának, valamint a villamos üzemű vasúti járművek energiafogyasztásának csökkentési lehetőségei terén végzett vizsgálatáért).

Forrás: MTA
2023
életmű kategória:
- Horváth Lajos, nyugalmazott MÁV-mérnök, főtanácsos, a Magyar Vasúttörténeti Park Alapítvány kuratóriumi elnöke (a Magyar Vasúttörténeti Park létrehozásában játszott meghatározó, aktív és kezdeményező vezető szerepéért, a magyar vasúti közlekedésért kifejtett tevékenységéért, a vasúti hagyomány ápolásáért, valamint szakirodalmi, publikációs és oktatási tevékenysége elismeréseként);

aktív szakember kategória:
- Csanádi Sándor, a MÁV Zrt. Széchenyi-hegyi Gyermekvasút műszaki koordinátora (a vasútgépész szakterületen végzett eredményes gyakorlati tevékenységéért, a Gyermekvasút járműveinek üzemeltetése és fenntartása terén végzett kiváló munkájáért, a Kemencei Erdei Múzeumvasút hétéves üzemeltetéséért, valamint a vasútszakmai oktatások szervezésében, szakemberek képzésében vállalt szerepéért, színvonalas szakirodalmi publikációiért);
- néhai Kupai Sándor, a MÁV Zrt. egykori fejlesztési és beruházási főigazgatója (kiemelkedő szakmai pályafutása, a vasúti pályafenntartás, pályaépítés területén az utánpótlás oktatásában végzett szerepe, a pályalétesítmény szakmai fejlesztésének modern keretrendszere és a magyarországi vasúti pályafenntartás nagygépes támogatása feltételeinek megteremtése, valamint további kutatásokat megalapozó műszaki eredményei elismeréseként).

Forrás: MTA
2022
életmű kategória (megosztva):
- Fenyves László, a műszaki tudományok doktora, nyugalmazott MÁV forgalmi szakértő (a Nemzetközi Vasútegylet szolgálati hely adatbázisának fejlesztésében nyújtott sikeres MÁV-képviseletért, a szállításirányítási információs rendszert fejlesztő projektben való aktív és kiemelkedő tevékenységéért, a rendszer üzemeltetésének koordinálásáért, a forgalmi-informatikai fejlesztések irányításáért, valamint kiemelkedő egyetemi oktatómunkájáért),
- Komoróczky István, a műszaki tudományok doktora, nyugalmazott MÁV-főtanácsos, MÁV Kft. igazgató (az 1970-es években beszerzett MÁV vontatott járművek szerkesztésében és a vontatott járműparkot érintő nagyobb korszerűsítések kivitelezésében végzett kiemelkedő munkájáért, az Y25 típusú forgóvázak honosításáért, több mint 96-féle jármű tervezéséért, a felújított M3-as metrószerelvények, a Tram-Train hibrid motorvonat és a hazai gyártású IC+ nagy sebességű vasúti személykocsik tanúsításában való részvételéért, valamint színvonalas szakirodalmi tevékenysége elismeréseként);

aktív szakember kategória:
- Farkas Gyula PhD, okleveles közlekedésmérnök, okleveles mérnök-közgazdász, a Rail Cargo Hungária Zrt. főosztályvezetője (a pályavasúti értékesítés keretrendszerének megteremtéséért, a magyarországi nyílt hozzáférésű vasúti pályahálózat használatának szerződéses és gazdasági feltételeinek kialakításáért, a tudományos élet és az utánpótlás-képzés területén végzett munkájáért, valamint a vasúti árufuvarozás megújításában játszott kiemelkedő szerepéért, amellyel közvetlenül hozzájárul hazánk klímavédelmi céljainak eléréséhez).

2021
életmű kategória:
- Kisteleki Mihály okleveles gépészmérnök, Diesel- és villamos vontatási szakmérnök, gazdasági mérnök, a MÁV Zrt. kiemelt szakértője (példaadó, a Magyar Államvasutak több meghatározó szakszolgálatában kifejtett, azok közül is a gépészeti szakszolgálat gazdálkodását előrevivő közel 60 éves kiemelkedő szakmai, irányítói tevékenysége elismeréseként);

aktív szakember kategória:
- Szabó Géza PhD, okleveles villamosmérnök, okleveles gazdasági mérnök, a Budapesti Műszaki és Gazdaságtudományi Egyetem Közlekedésmérnöki és Járműmérnöki Kar Közlekedés- és Járműirányítási Tanszéke egyetemi docense (sokrétű vasúttechnikai irányú oktatási tevékenysége, a kutatási, megfelelőségértékelési, kockázatelemzési és biztonságértékelési tevékenysége, valamint a vasúti közlekedés és annak főleg biztosítóberendezési vonatkozásait középpontba állító publikációi elismeréseként).

Forrás: MTA
2020
életmű kategória:
- Nagy Vince PhD, okleveles gépészmérnök, a Széchenyi Egyetem nyugalmazott tanszékvezető egyetemi docense (a magyar vasút vezető szakembereinek képzésében végzett magas szintű munkája, műszaki, tudományos kutatói, szakértői, valamint a vasútgépész szakterületen nyújtott eredményes gyakorlati tevékenysége elismeréseként).

Forrás: MTA
2019
életmű kategória:
- Kovács Károly okleveles gépészmérnök, a MÁV-START Zrt. nyugalmazott mérnök-főtanácsosa, műszaki szakértője (magas szintű műszaki, tudományos kutatói és szakértői, valamint kiemelkedő szakirodalmi publikációs tevékenységéért, a Vasútgépészet című periodika két évtizedes kiváló gondozásáért, továbbá eredményes gyakorlati kiadói munkájáért);

aktív szakember kategória:
- Malatinszky Sándor okleveles gépészmérnök, a Közlekedéstudományi Intézet Nonprofit Kft. Tanúsítási Igazgatósága igazgatóhelyettese (a MÁV korszerű, nagy sebességű személykocsijai állaga fenntartási rendszerének megteremtésében és annak a gyakorlatban való működtetésében végzett jelentős és kiemelkedően eredményes munkájáért, mintaszerű mérnöki fejlesztő és nagy ívű publikációs tevékenységéért).

Forrás: MTA
2018
életmű kategória:
- Süveges László a Ganz Holding Zrt. Ganz Motor Kft. tanácsadó főmérnöke (a vasútgépészet terén végzett több mint fél évszázados példamutató és rendkívül eredményes szakmai, vezetői és gazdag publikációs tevékenységéért),
- Vörös József, okleveles közlekedésépítő mérnök (az első szabadon szerelt, szabadon betonozott és szakaszosan előretolt feszített vasbeton hidak hazai alkalmazási technológiájának kidolgozásában való részvételéért, az új technológiával megvalósuló hidak építésének irányításáért);

aktív szakember kategória:
- Jóvér Balázs, a MÁV Technológiai Központ fejlesztőmérnöke (felelősségteljes és kiváló munkájáért, szakmai felkészültségéért, valamint az ETCS-vizsgálatokkal kapcsolatos irányító tevékenységéért),
- Urvald Krisztián, a MÁV Pályavasúti Szolgáltatások Igazgatóság elszámolási osztályvezetője (a munkája során tanúsított szakmai és társadalmi felelősségvállalásáért, közösségépítő és vezetői munkája elismeréseként).

Forrás: MTA
2017
életmű kategória:
- Déri Tamás nyugalmazott MÁV-mérnök, főtanácsos (aktív és kimagaslóan eredményes szakmai-tudományos és pedagógusi, valamint műszaki ismeretterjesztő munkájáért);

aktív szakember kategória:
- Pálfi Csaba a MÁV Központi Felépítményvizsgáló Kft. munkatársa (a vasúti technika fejlesztése terén végzett figyelemre méltó munkássága elismeréseként).

Forrás: Vasutas Magazin, a MÁV Csoport hivatalos lapja, 67. évfolyam,  2017 november-december; 18. oldal, "Vasutasok kitüntetése a Magyar Tudomány Ünnepén".
2016
életmű kategória:
- Szórádi Ervin okleveles közlekedési üzemmérnök, a MÁV Gépészeti Központ nyugalmazott igazgatója;

aktív szakember kategória: (megosztva) 
- Rónai Péter okleveles közlekedésmérnök, mérnök-közgazdász, a MÁV Zrt. Pályavasúti Üzletág Értékesítési Főosztály főosztályvezetője,
- Sághi Balázs PhD, a Budapesti Műszaki és Gazdaságtudományi Egyetem Közlekedésmérnöki és Járműmérnöki Kar Közlekedés- és Járműirányítási Tanszék egyetemi docense.

Forrás: MTA
2015
életmű kategória:
- Vincze Tamás okleveles közlekedésmérnök, szakmérnök, a Vasúti Tudományos Kutató Intézet nyugalmazott igazgatója;

aktív szakember kategória: (megosztva):
- Kirilly Kálmán, a MÁV Zrt. Pályavasúti Üzletág Biztosítóberendezési Osztály osztályvezetője,
- Szabó András, a Budapesti Műszaki és Gazdaságtudományi Egyetem Vasúti Járművek, Repülőgépek és Hajók Tanszék szakcsoportvezető egyetemi docense.

Forrás: MTA
2014:
életmű kategória:
- Mezei István okleveles gépészmérnök, a Magyar Államvasutak nyugalmazott igazgatója (életműve elismeréseként);

aktív szakember kategória: (megosztva)
- Jászberényi Attila okleveles villamosmérnök, a MÁV-START műszaki főmunkatársa,
- Virág István hidászmérnök, a MÁV Zrt. osztályvezetője.

Forrás: Népszava
2012:
életmű kategória: (megosztva)
- Megyeri Jenő egyetemi tanár, a műszaki tudomány doktora,
- Pápay István okleveles gépészmérnök;

aktív szakember kategória:
- Nagy András mérnök-tanácsos.

Forrás: MTA Műszaki Tudományok Osztálya, Beszámoló a 2012. évi működésről és Weborvos
2011:
életmű kategória:
- Destek Miklós címzetes egyetemi docens (a magyar vasúti járműtechnika és a közlekedésbiztonság fejlesztésében, valamint a vasúti mérnökök egyetemi képzésében és továbbképzésében elért eredményeiért),
- Görbicz Sándor címzetes egyetemi tanársegéd (a vasúti járművek javítási technológiájának fejlesztésében, a járművek üzemképességének, megbízhatóságának javításában, valamint a vasúti mérnökképzésben elért eredményeiért),
- Machovitsch László címzetes főiskolai tanár (a magyar és a nemzetközi vasúti közlekedés biztonsági rendszereinek és berendezéseinek fejlesztésében, valamint a vasúti mérnökök képzésében és továbbképzésében elért eredményeiért),
- Trencséni Zsigmond címzetes főiskolai docens (a vasúti dízel- és villamos vontatási járművek üzemeltetési technológiájának fejlesztésében, a korszerű vasúti berendezések megalkotásában és az oktatásban elért eredményeiért);

aktív szakember kategória:
- Kormányos László, a MÁV-START Zrt. szolgáltatásfejlesztési vezetője (a korszerű, integrált vasúti személyszállítás kialakításának elméleti kidolgozásáért és gyakorlati bevezetéséért).

Forrás: MTA
2010:
életmű kategória:
- Gábor Péter nyugalmazott egyetemi adjunktus,
- Sostarics György nyugalmazott egyetemi docens;

aktív szakember kategória:
- Harza Ferenc, a MÁV Tervező Intézeti osztályvezetője, mérnök tanácsos.

Forrás: Magyar Tudomány, 2010/12
2009:
életmű kategória:
- Béres István nyugalmazott mérnök főtanácsos (a magyar vasút fejlesztése területén végzett kiemelkedő           munkásságáért),
- Varga Jenő nyugalmazott mérnök főtanácsosnak (a magyar vasút fejlesztése területén végzett kiemelkedő           munkásságáért);

aktív szakember kategória:
- Kövesné Gilicze Éva, a közlekedéstudományok doktora, a Budapesti Műszaki és Gazdaságtudományi Egyetem egyetemi tanára (a magyar vasúti közlekedés fejlesztési koncepcióinak kidolgozásáért).

Forrás: Magyar Tudomány 
2008:
életmű kategória:
- Rosnyai András nyugalmazott mérnök főtanácsos,
- Tamás László nyugalmazott mérnök főtanácsos;

aktív szakember kategória:
- Tarnai Géza, a közlekedéstudomány kandidátusa.

Forrás: Akadémiai Értesítő, 2008 december 19
2007:
életmű kategória:
- Heller György okleveles gépészmérnök, nyugalmazott vasúti igazgató (a korszerű vasúti jármű fékrendszerek hazai meghonosítójának, a tárgy egyetemi oktatójának, valamint a vasúttörténelmi értékek megőrzésére a MÁV História Munkabizottság megszervezőjének és a nemzetközi hírű Budapesti Magyar Vasúttörténeti Park egyik létrehozójának);

aktív szakember kategória:
- Csiba József okleveles gépészmérnök, vasúti igazgató (a hazai vasútgépészeti technika, ezen belül a járműfejlesztésekhez kapcsolódó kutatások nemzetközileg elismert szakemberének, a korszerű vasúti járműrendszerek üzembeállításának és üzemeltetésének, továbbá egy új, a rendszer-megbízhatóság alapú, a járművek üzemkészségét maximalizáló járműfenntartási és karbantartási rendszer kialakítójának).

Forrás: MTA
2006:
- Ritoók Pál
- Kummer István

Forrás: Vasútgépészet
2005:
életmű kategória: (megosztva)
- Lánczos Péter nyugalmazott vasút igazgató
- Pap János nyugalmazott mérnök főtanácsos;

aktív szakember kategória:
- Mátéczné Németh Ágnes mérnök főtanácsos, a MÁV RT személyszállítási üzletág Üzemeltetési Főosztály vezetője.

Forrás: Magyar Tudomány
2004:
életmű kategória: (megosztva)
- Martinovich István
- Oroszvári László

aktív szakember kategória:
- Köller László

Forrás: Magyar Tudomány
2003:
életmű kategória:
- Gittinger Tibor (a MÁV személyszállítási szolgáltatásainak hosszú időn át tartó ötletgazdag fejlesztéséért, valamint a korszerű európai vasúti menetrend-szerkesztési gondolkodás meghonosításáért);

aktív szakember kategória:
- Mosóczi László (a vasút automatizálási rendszereinek, azok megbízhatóságának hazai és nemzetközi szinten kifejtett elméleti és gyakorlati munkásságáért, valamint a szakmai utánpótlás oktatása területén végzett tevékenységéért).

Forrás: Magyar Tudomány
2002:
- Horváth Ferenc
- Kovács Vilmos

Forrás: Vasútgépészet
2001:
- Kullmann Lajos,
- Mayer Ferenc

Forrás: Vasútgépészet
2000:
- Zobory István

Forrás: Vasútgépészet
1999:
- Béli János

Forrás: Vasútgépészet
1998:
- Kubinszky Mihály egyetemi tanár (a vasúti épületek fejlesztése és történetének feldolgozása terén végzett eredményes munkájáért).

Forrás: Közlekedéstudományi Szemle, XLVIII évfolyam, 11. szám, 1998 november, 406. oldal